# John Andrew
John Albion Andrew (Windham, 1818 – Boston, 1867) è stato un politico statunitense del Partito Repubblicano.
Governatore del Massachusetts durante la guerra di secessione americana dal 1861 al 1866, fu tra coloro che propugnarono la fondazione delle prime unità delle United States Colored Troops.